# Inge Ejderstedt
Inge Ejderstedt (Lenhovda, 24 december 1946) is een voormalig Zweeds profvoetballer. Hij speelde in zijn carrière slechts voor twee clubs: Östers IF en RSC Anderlecht. Hij speelde ook 23 keer voor de Zweedse nationale ploeg.

## Loopbaan

### Clubs
Ejderstedt begon zijn professionele voetbalcarrière in 1967 bij het Zweedse Östers IF. De middenvelder was toen 21 jaar. In 1968 speelde hij kampioen en ontpopte hij zich als een vaste waarde op het middenveld van Östers IF. Het leverde hem in 1970 een internationale transfer op.
Ejderstedt maakte de overstap naar België, waar hij bij RSC Anderlecht ging voetballen. Onder leiding van coach Pierre Sinibaldi kreeg hij tijdens het seizoen 1970-1971 een basisplaats op het middenveld van Anderlecht. De Zweed was bovendien ook goed voor enkele doelpunten. Zo scoorde hij in 1972 12 keer en werd hij met Anderlecht landskampioen en winnaar van de Beker van België. Die laatste trofee won hij een jaar later opnieuw. In 1973 werd toenmalig trainer Georg Kessler ontslagen en vervangen door Urbain Braems. Ejderstedt viel buiten het elftal en speelde slechts drie keer dat seizoen. Zo speelde Anderlecht in 1974 zonder Ejderstedt kampioen.
De toen 28-jarige spelmaker trok terug naar zijn thuisland, waar hij opnieuw aan de slag ging bij Östers IF. Binnen korte tijd had hij er zijn basisplaats terug. Ejderstedt won geen trofee meer in Zweden en zette in 1976 een punt achter zijn carrière bij de club waar hij zijn loopbaan was begonnen.

### Nationale ploeg
Ejderstedt speelde in totaal 23 keer voor het Zweeds voetbalelftal en scoorde in die interlands 8 keer. Tijdens zijn periode bij RSC Anderlecht werd de Zweed ook twee keer geselecteerd voor een groot toernooi. Zo nam bondscoach Orvar Bergmark hem in 1970 mee naar het WK in Mexico. Vier jaar later nam Georg Ericson hem mee naar het WK in West-Duitsland.

## Erelijst
Östers IF
- Zweeds landskampioen

1968
 RSC Anderlecht
- Belgisch landskampioen

1972, 1974
- Beker van België

1972, 1973